# Mouriri subumbellata
Mouriri subumbellata är en tvåhjärtbladig växtart som beskrevs av José Jéronimo Triana. Mouriri subumbellata ingår i släktet Mouriri och familjen Melastomataceae. Inga underarter finns listade i Catalogue of Life.